# Ласер радијал
Класа ласер радијал је мала једрилица за једну особу која се користи за спортска такмичења и рекреацију. Израђује их компанија „Вангард сејлбоутс“ (Vanguard Sailboats). То је модификована верзија класе ласер са мањим једром. 
Класа ласер радијал је уведена као олимпијска дисциплина за жене од Олимпијских игара 2008.